# Helianthus occidentalis
Helianthus occidentalis — вид квіткових рослин з родини айстрових (Asteraceae).

## Біоморфологічна характеристика
Це багаторічник 60–150 см (кореневищні, іноді також столонні). Стебла (часто червонуваті) прямовисні, від волосистих до притиснено-волосистих проксимально. Листки переважно прикореневі; протилежні; листкові ніжки 2.5–10 см; листкові пластини від подовжено-ланцетних або еліптичних до яйцеподібних, 5–20 × 1.5–7 см, краї цілі чи зубчасті; абаксіальні (низ) сторони ворсинчасті чи шершаві, залозисто-крапчасті. Квіткових голів 1–4(12). Променеві квітки 8–14; пластинки 18–22 мм. Дискові квітки 50+; віночки 4.5–5.5 мм, частки жовті; пиляки темно-коричневі чи чорні. Ципсели 3–4(5) мм, рідко ворсинчасті чи голі. 2n = 34. Цвітіння: літо — осінь.

## Умови зростання
США (Арканзас, Округ Колумбія, Флорида, Джорджія, Іллінойс, Індіана, Айова, Канзас, Кентуккі, Меріленд, Массачусетс, Мічиган, Міннесота, Міссурі, Нью-Джерсі, Північна Кароліна, Огайо, Пенсільванія, Південна Кароліна, Теннессі, Техас, Вірджинія, Захід Вірджинія, Вісконсин). Населяє поля, пустелі, сухі відкриті місця; 10–600+ метрів.